# Catasetum bergoldianum
Catasetum bergoldianum är en orkidéart som beskrevs av Ernesto Foldats. Catasetum bergoldianum ingår i släktet Catasetum och familjen orkidéer. Inga underarter finns listade i Catalogue of Life.